# Hans Bouma
Johannes Otto Conradus (Hans) Bouma (Tilburg, 7 mei 1941) is een Nederlandse protestants-christelijke schrijver, dichter, spreker en dierenactivist.

## Biografie
Bouma studeerde theologie aan de Vrije Universiteit te Amsterdam. Hij was vervolgens gemeentepredikant voor de Gereformeerde Kerken in Nederland (nu PKN) in Heerhugowaard, Hilversum en Noordeloos en werkte in de periode 1986-1999 als uitgever bij Kok in Kampen.
Sinds 2000 presenteert hij het programma "Dichter bij muziek" waarin hij gedichten voordraagt in een muzikale omlijsting. Ook gaat hij nog regelmatig als gast voor in kerkdiensten, vaak in diensten van poëzie en muziek.
Bouma staat ook bekend als “de dierendominee”. Hij vindt dat christelijke ethiek zich niet beperkt tot de omgang van mensen met elkaar, maar ook die met dieren omvat. Hans Bouma organiseert sinds 2014 jaarlijks in de week voor kerst samen met de dierenrechtenorganisaties Comité Dierennoodhulp en Een Dier Een Vriend de Vredesdienst voor Dieren. Voor de Partij voor de Dieren was hij tot 2015 bestuurslid en was hij in 2015 kandidaat nummer 7 voor de Senaat.

### Publicaties (selectie)
- Een mens als jij : gedichten voor lief en leed Baarn : Forte, 2013, ISBN 978-90-5877-434-7 (gebonden)
- Woorden voor jou : 366 inzichten Baarn : Forte, 2013, ISBN 978-90-5877-999-1 (geb.)
- Maar ik ben er nog : trouw aan wie sterven gaat Baarn : Forte, 2012, ISBN 978-90-79956-15-9
- Als een boom in de aarde : spiritueel dagboek Baarn : Forte, 2009, ISBN 978-90-435-1735-5 (geb.)
- Het wonder van Lourdes : waar hemel en aarde elkaar raken Kampen : Kok, 2008, ISBN 978-90-435-1444-6 (geb.)
- Duurzaam leven Kampen : Ten Have, 2005, ISBN 90-259-5610-6
- Voor jou is mijn droom : geloof, hoop en liefde Amsterdam : Ark Boeken, 2005, ISBN 90-338-1438-2 (geb.)
- Zij zingen zich een weg : 100 liederen voor de gemeente Kampen : Kok, 2005, ISBN 90-435-1122-6 (geb.)
- Ervaringen met de levende Kampen : Ten Have, 2005, ISBN 90-259-5481-2 (geb.)
- Dier, lief dier Kampen : Ten Have, 2004, ISBN 90-259-5450-2 (geb.)
- Pas goed op jezelf Houten : Van Holkema & Warendorf, 2004, ISBN 90-269-2929-3 (geb.)
- Licht dat mij omgeeft : gebeden voor als het donker wordt Kampen : Ten Have, 2004, ISBN 90-435-0976-0 (geb.)
- Zoveel ouder, zoveel rijker Houten : Elysee, 2003, ISBN 90-269-2813-0 (geb.)
- Gelukkig met jezelf : over zelfliefde Kampen : Kok, 2003, ISBN 90-435-0652-4 (geb.)
- Nu ik u toch spreek : laatste vragen aan God Kampen : Kok, 2002, ISBN 90-435-0477-7
- Droom je dromen Kampen : Kok, 2001, ISBN 90-435-0382-7
- Jullie man en vrouw [Kampen] : Papillon, 1999, ISBN 90-5222-407-2
- Glans van ons bestaan : 101 gedichten bij een geboorte Kampen : Kok Lyra, 1997, ISBN 90-242-7935-6
- Omdat jij het bent : 101 gedichten bij een huwelijk Kampen : Kok Lyra, [1996], ISBN 90-242-7913-5
- Geloven, een verademing Kampen : Kok, 1994, ISBN 90-242-8238-1
- Leven als de bomen : bijbelse en culturele verkenningen Kampen : Kok, 1990, ISBN 90-242-4853-1
- Gordel van smaragd : Indonesië poëtisch Kampen : Kok, 1989, ISBN 90-242-4971-6
- Op goede voet met de bomen Kampen : Kok, 1987, ISBN 90-242-4208-8 (geb.)
- Rijk in jaren Kampen: Kok, 1985, (geb.)
- Een heel mens Kampen: Kok, 1987, (geb.)
- Holisme : briefwisseling over een ander wereldbeeld (met Frits Wiegel) Baarn : Anthos/In den Toren, 1986, ISBN 90-6074-180-3
- Als het leven je lief is : een pleidooi voor milieudefensie, de ethiek van Albert Schweitzer, de wijsheid van het sabbatsjaar, een leven zonder dierproeven, vegetarisme, de deugd van de schaarste, echt materialisme, zinvolle arbeid Ede : Zomer & Keuning, 1982, ISBN 90-210-3929-X
- Het dier in de wereldgodsdiensten Kampen : Kok, [1982], ISBN 90-242-2211-7
- Leve het oude ambacht Laren : Luitingh, [1978], ISBN 90-245-0480-5
- Als de natuur je lief is [Bussum] : Van Holkema & Warendorf, [1977], ISBN 90-269-4981-2

### Samen met anderen
- Ent, Anton, Tot water mij noemt : cento’s uit de psalmen van Lloyd Haft, Huub Oosterhuis, Anton Ent, Hans Bouma, Ida Gerhardt, Kees Waaijman, Pieter Oussoren, Nieuwe Bijbelvertaling, Statenvertaling Amsterdam : Vesuvius, 2013, ISBN 978-90-8659-621-8
- Rooijen, Miep van (red.), Sterren : verhalen, gedichten en liederen voor advent en kerst van Hans Bouma, Jos Brink, Sieth Delhaas, Auke Jelsma, Nico ter Linden, Mieke de Jong, Jaap Zijlstra en anderen Kampen : Kok, 1996, ISBN 90-242-7835-X